# The Laughing Stone
The Laughing Stone ist ein Jazzalbum von Paul Dunmall und Olie Brice. Die am 2. November 2021 in den Sansom Studios, Birmingham, entstandenen Aufnahmen erschienen am 23. April 2023 auf Confront Recordings.

## Hintergrund
Der britische Saxophonist Paul Dunmall, der im Mai 2023 seinen 70. Geburtstag feierte, und der Kontrabassist Olie Brice, der eine Generation jünger als Dunmall ist, haben in den letzten Jahren in verschiedenen Formaten – live und bei Aufnahmen – zusammengearbeitet, aber The Laughing Stone ist ihr erstes Duo-Album. Paul Dunmall (der auch dem Album vom Tenorsaxophon zur Klarinette, schließlich zum Altsaxophon und zur Flöte wechselt) und Olie Brice spielten fünf ausgedehnte Improvisationen.
Der Titel des Albums und der fünf Stücke sind dem Gedicht „Briggflatts“ des Lyrikers Basil Bunting (1900–1985) entlehnt.

## Titelliste
- Paul Dunmall / Olie Brice: The Laughing Stone (Confront Recordings Core 31)[1]

1. Shuffle and Bark 12:55
2. Dust Swirling 8:47
3. As Ripples Skip in a Shallow 13:26
4. Lit Feathers Sweeping Snow 6:20
5. Let the Fox Have His Fill 7:51

Die Kompositionen stammen von Paul Dunmall und Olie Brice.

## Rezeption
Wie das titelgebende Gedicht hat auch dieses Album eine fünfteilige Struktur und spiegelt wunderbar Buntings Überzeugung wider, dass das wesentliche Element der Poesie der Klang ist und dass der Zuhörer hören, genießen und bewegt sein wird, wenn der Klang stimmt; und dass es möglicherweise keiner weiteren Erklärung bedarf, schrieb Eyal Hareuveni (Salt Peanuts). Die fünf Stücke seien offene und frei assoziative Dialoge, die organisch fließen und tiefes und eindringliches gegenseitiges Zuhören widerspiegeln. Dunmall und Brice würden mit fesselnden Ideen spielen, folgten aber nie einer vertrauten oder konventionellen Art des Zusammenspiels und genössen einfach die anregende Spannung dieser meisterhaften, freien, improvisierten Begegnung. Und der Klang von Dunmalls Holzblasinstrumenten und Brices Bass sei so warm, natürlich und präzise, dass man als Zuhörer nicht mehr verlangen könne.
Ohne Einschränkungen durch Noten präsentieren sie fünf gemeinsame [Klang]-Erfindungen, die durch Dunmalls Instrumentenwahl definiert sind, meinte John Sharpe (All About Jazz). Im Laufe der Jahre habe er fast alles an Holzblasinstrumenten gespielt, darunter bekanntlich auch Dudelsäcke in verschiedenen Formen. Hier wählte er jedoch einige angenehmere Holzblasinstrumente, mit denen er Brice einspannen möchte. Er begönne mit dem Tenorsaxophon, vielleicht seinem stärksten Instrument, bei „Shuffle and Bark“ und decke eine Reihe von Stimmungen ab, von denen die vorherrschende sanft und entspannt, manchmal sogar melodisch sei.